# Wheatland (Wyoming)
Wheatland – miasto w Stanach Zjednoczonych, w stanie Wyoming, w hrabstwie Platte.